# Instituto Nacional de Seguros
El Instituto Nacional de Seguros (INS) es una institución estatal de Costa Rica, la cual ofrece seguros y servicios a nivel nacional e internacional, además de promover la prevención de riesgos para el trabajo, el hogar y el tránsito de vehículos. 
Fue fundado en 1924 con el nombre de Banco Nacional de Seguros, durante el gobierno de Ricardo Jiménez Oreamuno, por Ley de la República N.º 12, en un proyecto gestado por el Secretario de Hacienda y Comercio Exterior, Paula Navarrete. Desde 1948, su nombre cambió por Instituto Nacional de Seguros, y se encargó del monopolio de los seguros hasta el 2008 cuando se dio la apertura del mercado a la libre competencia, producto de las exigencias del Tratado de Libre Comercio con Estados Unidos (CAFTA). Además, el INS es la institución encargada de administrar el Cuerpo de Bomberos de Costa Rica, el Museo del Jade y el Hospital del Trauma.
La sede central del INS se ubica en Avenida 7, Calle 9 y 11, Barrio Amón, Carmen, 10101, San José, San José, Costa Rica. Es uno de los edificios con mayor altura en la capital costarricense. el cual fue diseñado por Rafael Esquivel.